# La Terre promise (film, 1925)
Pour les articles homonymes, voir Terre promise.
Pour plus de détails, voir Fiche technique et Distribution.
La Terre promise est un film français réalisé par Henry Roussel et sorti en 1925.

## Fiche technique
- Titre : La Terre promise
- Autre titre : L'An prochain à Jérusalem
- Réalisation : Henry Roussel
- Scénario : Henry Roussel
- Photographie : Jules Kruger et Raphaël Velle
- Décors : Robert Dumesnil
- Pays d'origine :  France
- Production : Films Jean de Merly
- Date de sortie : France - 23 janvier 1925

## Distribution
- Pierre Blanchar : David
- Raquel Meller : Lia
- André Roanne : André d'Orlinsky
- Max Maxudian : Moïse Sigoulim
- Henriette Moret : la rabbitzine Binnah
- Jean de Sauvejunte : le rabbin Samuel
- Marie-Louise Vois : Mme Sigoulim